# Boris Moïsseïev
Pour les articles homonymes, voir Moïsseïev.
Boris Mikhaïlovitch Moïsseïev (en russe : Борис Михайлович Моисеев), né le 4 mars 1954 à Moguilev en république socialiste soviétique de Biélorussie (URSS) et mort le 27 septembre 2022 à Moscou (Russie), est un chanteur de variétés et chorégraphe russe, célèbre en Russie et dans les pays de l'ancienne URSS.
Il a été fait artiste émérite de la fédération de Russie en 2006. Une de ses chansons les plus connues est Goloubaïa louna (Голубая луна, La Lune bleue), créée en 1998.

## Biographie
Boris Moïsseïev fait ses études à l'Institut chorégraphique de Minsk sous la direction de Nina Mlodzinska. Diplômé de l'école en tant que danseur classique.
Il travaille en Ukraine à l'Opéra-théâtre national Lyssenko de Kharkiv, d'abord comme danseur, puis, comme chorégraphe.
En 1975, il s'installe à Kaunas, où il danse dans un théâtre musical. Plus tard, il devient le chorégraphe de la troupe Trimitas.
En 1978, il crée le trio de danse Expression qui se produit dans le spectacle de variétés de Jurmala Juras perle [Perle de la mer]. Là, ils sont remarqués par Alla Pugacheva qui les invite à travailler dans son spectacle. En 1987, le trio quitte la troupe de Pougatcheva et commence une carrière indépendante. En 1988-1989, Expressia se produit dans des clubs en Italie, en France et en Amérique.
Le début des années 2000 est marqué par la collaboration avec Nilda Fernández.
Le chanteur était ouvert à propos de son homosexualité. Cependant, il rejoint le parti politique Russie unie en 2003, s'exprime en faveur de Vladimir Poutine et contre les défilés gay en Russie et les mariages homosexuels. Il s'est prononcé en faveur de l'adoption par les couples homosexuels.
Boris Moïsseiev a vu certains de ces concerts menacés par des manifestants orthodoxes homophobes en Russie en 2004. 
En février 2010, Boris Moïsseïev a créé un nouveau spectacle ZERO dont la première a lieu le 6 mars à Saint-Pétersbourg à la salle de concert Oktiabrski.  
En 2010, l'artiste est victime d'un accident vasculaire cérébral.
Le 22 juillet 2011, il chante au New Wave à Jurmala.
Au printemps 2015, il cesse de se produire activement en raison d'une détérioration de sa santé. Jusqu'en décembre 2016, il se produit encore lors d'événements d'entreprise fermés et dans des émissions de télévision.
Boris Moïsseïev meurt le 27 septembre 2022, d'un accident vasculaire cérébral. Il est inhumé au cimetière Troïekourovskoïe.